# Енергетски нивои
Енергетски нивои у хемији представљају скуп електронских орбитала које имају исти квантни број n. Називају се још и „путањама“ или „сферама“ и најчешће се обележавају словима: K, L, M, N, O, P и Q. 
Број електрона по нивоу не може да прекорачи одређени максимум, а за валентни електронски ниво важи да у њему не може да буде више од осам електрона. Тиме се објашњава хемијска инертност племенитих гасова и основа је теорије о валенци.
- - једна орбитала (s) - може да се смести максимално 2 електрона.
- и  једна s и 3 p орбитале - може да се смести максимално 8 електрона
- и  - једна s, 3 p и 5 d - може да се смести максимално 18 електрона
- и  - једна s, 3 p, 5 d i 7 f - може да се смести максимално 32 електрона

Атоми племенитих гасова имају попуњене енергетске нивое, тако да им је електронска конфигурација стабилна, док атоми осталих хемијских елемената имају непотпуно попуњене енергетске нивое, због чега су реактивнији-граде једињења са другим атомима. 
Електрони који су ближи језгру имају мању енергију од оних који су удаљенији. Осим валентних електрона који могу да напусте атом, може да се деси да електрони пређу на нижи енергетски ниво и тада ослобађају енергију. Ова појава се назива луминисценција и уочава се јер се тада емитује светлост.

## Пример
Број електрона по енергетским нивоима атома племенитих гасова:
| елеменат | атомски број |   |   |    |    |    |   |
| -------- | ------------ | - | - | -- | -- | -- | - |
|          | 2            | 2 |   |    |    |    |   |
|          | 10           | 2 | 8 |    |    |    |   |
|          | 18           | 2 | 8 | 8  |    |    |   |
|          | 36           | 2 | 8 | 18 | 8  |    |   |
|          | 54           | 2 | 8 | 18 | 18 | 8  |   |
|          | 86           | 2 | 8 | 18 | 32 | 18 | 8 |